# Taintaturus brevipalpis
Taintaturus brevipalpis är en kvalsterart som beskrevs av Cook 1991. Taintaturus brevipalpis ingår i släktet Taintaturus och familjen Aturidae. Inga underarter finns listade i Catalogue of Life.